# Cosmopolis (Waszyngton)
Cosmopolis – miasto w Stanach Zjednoczonych, w stanie Waszyngton, w hrabstwie Grant.